# Tập đoàn LG
Tập đoàn LG (Hangul: 엘지 hay LG그룹, Tiếng Anh: LG Corporation) được gọi là LG và trước đây là Lucky-Goldstar từ 1983 đến 1995 (Tiếng Hàn: 럭키금성, Phiên âm: Leokki Geumseong, Hanja: 樂喜金星) là một tập đoàn công nghiệp nặng đa quốc gia của Hàn Quốc có trụ sở chính được đặt tại thành phố Seoul. Các sản phẩm của tập đoàn này bao gồm: điện tử tiêu dùng, thiết bị viễn thông, điện thoại thông minh (nhưng đã khai tử từ năm 2021), chất bán dẫn, pin và hóa chất,... Tập đoàn hiện sở hữu rất nhiều công ty con, hầu hết đang hoạt động dưới tên của thương hiệu mẹ, trong đó có những đơn vị quan trọng hàng đầu như LG Electronics.
Khẩu hiệu được sử dụng trên toàn cầu của LG hiện nay là "LG - Life's Good".
LG là một trong những Chaebol lớn và có tầm ảnh hưởng lớn nhất tại Hàn Quốc.

## Công ty liên kết
- GS Group
- LS Group

## Các công ty con nổi bật
- LG CNS
- LG Corp.
- LG Electronics
- Pantos
- LG Chem
- Seetec
- LG Household & HealthCare
- Haitai HTB
- LG Hausys
- LG MMA
- LG Display
- LG Uplus
- CS Leader
- SiliconWorks
- Mirae M
- LG V-ENS
- S&I Corp.
- LG Economy Institute
- LG Academy
- LG Sports
- LG International
- Zenith Electronics

## Logo
Logo của LG là sự kết hợp của chữ cái L và G.
- Sử dụng từ năm 1995 - 2014
- Sử dụng từ năm 2015 (Thay đổi phông chữ thành phông LG Smart và cỡ chữ lớn hơn trước.) [3]